# Serdab

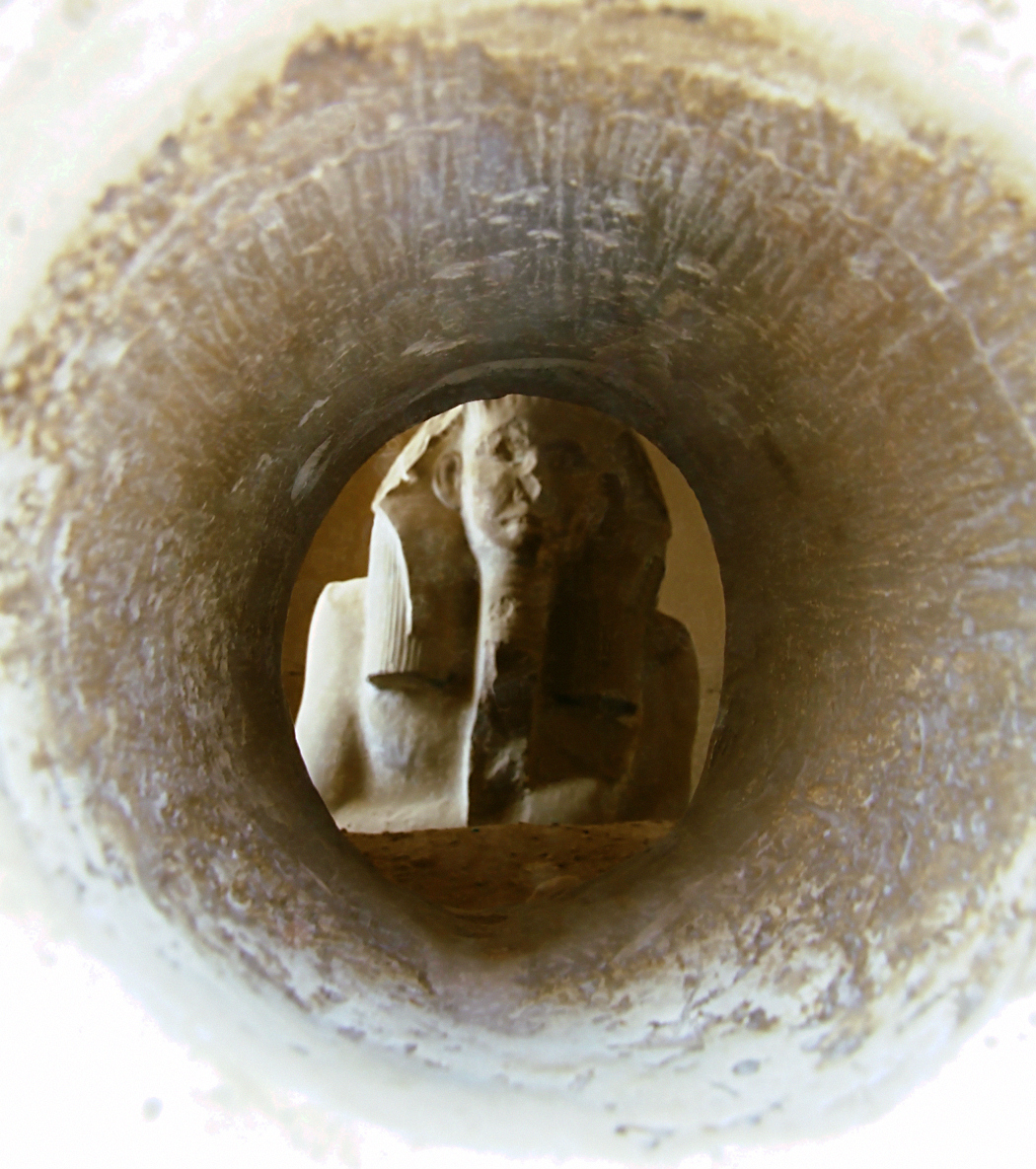
Pohled štěrbinou pro oči do nitra sedrabu pyramidového komplexu panovníka Džosera

| O1 · Z1 | X1 | G43 | X1 |

| O1 · Z1 | X1 | G43 | X1 |

Serdab (odvozeno z arabského سرداب – sirdāb s významem „sklep“, původní egyptský název je pr-tw.t – „dům sochy“) je označení užívané v egyptologii pro malou trvale uzavřenou místnost (případně zazděný výklenek), která byla součástí některých staroegyptských hrobek. Byla v něm umístěna jedna či více soch zemřelého, zobrazeného většinou v různém věku a v různých administrativních a náboženských funkcích, do nichž se v důsledku provedení obřadu otevírání úst mohlo i po věčnost vtělovat jeho ka. Serdab zpravidla těsně přiléhal k obětní síni, takže jednou nebo dvěma úzkými štěrbinami pro oči ve stěně jinak nepřístupné místnosti mohl být zemřelý účasten na obětinách, které mu byly přinášeny. Obdobnou funkci jako serdab plnily tzv. nepravé dveře, v královských hrobkách Staré říše se kult odehrával v zádušním chrámu.
Serdab se poprvé objevuje v hrobce panovníka 1. dynastie Dena na pohřebišti Umm el-Káb v Abydu, jeho nejstarší známý doklad pro potřeby kultu nekrálovské osoby pochází z hrobky hodnostáře Merky v Sakkáře (S 3505) z doby vlády krále Kaa. V období od 3. do 6. dynastie je obvyklou součástí hrobek (nejčastěji mastab) členů královské rodiny a vysokých úředníků. U panovnických pohřbů je třeba zmínit jeho výskyt v Džoserově pyramidovém komplexu a v podzemí Ibiho pyramidy.